# Selçuk İnan
Selçuk İnan (* 10. Februar 1985 in İskenderun) ist ein türkischer Fußballtrainer und ehemaliger -spieler. Seit November 2022 ist er Cheftrainer von Kasımpaşa Istanbul.

## Vereinskarriere
Selçuk İnan begann seine Jugendkarriere bei seinem Heimatverein Karaağaç Belediyespor. Mit 15 Jahren nahm İnan an einem Auswahltraining von Çanakkale Dardanelspor teil und wurde aufgrund seiner gezeigten Leistung in die Jugendakademie aufgenommen. Während seiner Jugendzeit bei Çanakkale Dardanelspor spielte er für die türkische U16 und U17. Seine Mannschaftskameraden waren unter anderem Burak Yılmaz und Emre Güngör. Damals spielt Selçuk als Zehner im Mittelfeld.
Nach zweieinhalb Jahren in der zweiten Mannschaft von Dardanelspor kam mit Metin Tekin der erste Trainer, der Selçuk İnan in die erste Mannschaft holte. Er machte sein Debüt mit 17 Jahren im türkischen Pokal gegen seinen späteren Verein Manisaspor. Neben İnan machten sich zwei weitere Spieler auf sich aufmerksam: Gökhan Zan und Hasan Kabze. Seine Rolle im Mittelfeld änderte sich, als Jugendspieler noch hinter den Stürmern wurde er in der ersten Mannschaft in das defensive Mittelfeld gezogen.
In der Saison 2005/06 spielte İnan seine dritte Saison für Dardanelspor. Er spielte mit der Mannschaft in der Zweiten türkischen Fußballliga und absolvierte gute Spiele, sodass er mittlerweile in die türkische U21-Auswahl berufen wurde. In der Winterpause der gleichen Saison wurde auf Anforderung von Ersun Yanal Selçuk İnan für eine unbekannte Ablösesumme und vier Spieler zu Manisaspor geholt. Ein Paar Tage später wurde ein weiteres Talent an Manisaspor ausgeliehen, es war Arda Turan. Turan und İnan waren bis zur Rest der Saison Zimmergenossen. Bis zum Abstieg Manisaspors in der Saison 2007/08 war Selçuk Stammspieler im zentralen Mittelfeld. Eine Saison mit Manisaspor in der 2. Liga war für ihn nicht denkbar. Weshalb großes Interesse bei den drei großen Klubs aus Istanbul (Beşiktaş, Fenerbahçe, Galatasaray) bestand. Überraschenderweise wechselte er jedoch nicht nach Istanbul, sondern zu Trabzonspor. Sein Trainer dort war Ersun Yanal.
Seinen ersten Titel gewann der Mittelfeldspieler in der Saison 2009/10. Unter der Leitung von Şenol Güneş wurde Inan mit Trabzonspor türkischer Pokalsieger. Vor der Saison 2010/11 gewann er mit Trabzonspor den türkischen Supercup. Die Saison 2010/11 spielte Selçuk Inan seine bisher beste Saison. Er spielte 33 von 34 Spielen in der Süper Lig und das ohne Auswechselung. Er erzielte zwei Tore gab 13 Torvorlagen. İnan wurde mit Trabzonspor in dieser Saison Vizemeister hinter Fenerbahçe Istanbul.
Sein Vertrag lief am 31. Mai 2011 ab und er wechselte ablösefrei zum türkischen Traditionsverein Galatasaray Istanbul und unterschrieb dort einen Fünfjahresvertrag. Er etablierte sich gleich in seiner ersten Saison in Istanbul zur Stammkraft und wurde zu einer wichtigen Stütze im Team. Inan erzielte in 39 Ligaspielen 13 Tore und machte 17 Torvorlagen, was ihn zu einer tragenden Kraft beim Gewinn der Meisterschaft machte. Am vorletzten Spieltag der Saison 2019/20 gab İnan sein Karriereende bekannt.
In neun Jahren für Galatasaray Istanbul wurde der Mittelfeldspieler fünfmal türkischer Meister und Supercup-Sieger, den nationalen Pokal gewann er viermal. Von 2014 bis 2020 war er zudem Kapitän der Mannschaft.

## Nationalmannschaft
Sein Debüt für die Türkei gab er am 7. Februar 2007 im Testspiel gegen Georgien. Für die Fußball-Europameisterschaft 2008 wurde er nicht berücksichtigt. Sein Freistoßtor in der 89. Minute im letzten und entscheidenden EM-Qualifikationsspiel am 13. Oktober 2015 gegen Island ermöglichte der Türkischen Nationalmannschaft als bester Dritter die Teilnahme an der 2016 stattfindenden Europameisterschaft in Frankreich. Bei der Fußball-Europameisterschaft 2016 in Frankreich wurde er in das türkische Aufgebot aufgenommen. Er gehörte zum Stammaufgebot und stand bei allen drei Partien der Gruppenphase in der Startelf. Als einer der zwei schlechtesten Gruppendritten schied das Team danach aus.

## Trainerkarriere
Einige Wochen nach seinem Karriereende wurde İnan Co-Trainer von Fatih Terim bei Galatasaray Istanbul. Mit der Entlassung von Terim während der Saison 2021/22 verließ Selçuk İnan ebenfalls Galatasaray. Am 22. November 2022 wurde er als neuer Trainer von Kasımpaşa Istanbul verpflichtet. İnan wurde im März 2023 entlassen. In 12 Ligaspielen gewann seine Mannschaft drei Spiele, zwei endeten unentschieden und die restlichen wurden verloren. Außerdem schied er in der 5. Hauptrunde des türkischen Pokals gegen Ümraniyespor aus.

## Erfolge
Trabzonspor
- Türkischer Pokalsieger: 2009/10
- Türkischer Supercupsieger: 2010

Galatasaray Istanbul
- Türkischer Meister: 2011/12, 2012/13, 2014/15, 2017/18, 2018/19
- Türkischer Pokalsieger: 2013/14, 2014/15, 2015/16, 2018/19
- Türkischer Supercupsieger: 2012, 2013, 2015, 2016, 2019

Ehrungen und Auszeichnungen
- UEFA Tor des Jahres 2015 (Publikumswahl) für sein Freistoßtor gegen Island im Rückrunden-Qualifikationsspiel zur Fußball-Europameisterschaft 2016.[7]

## Karrierestatistik

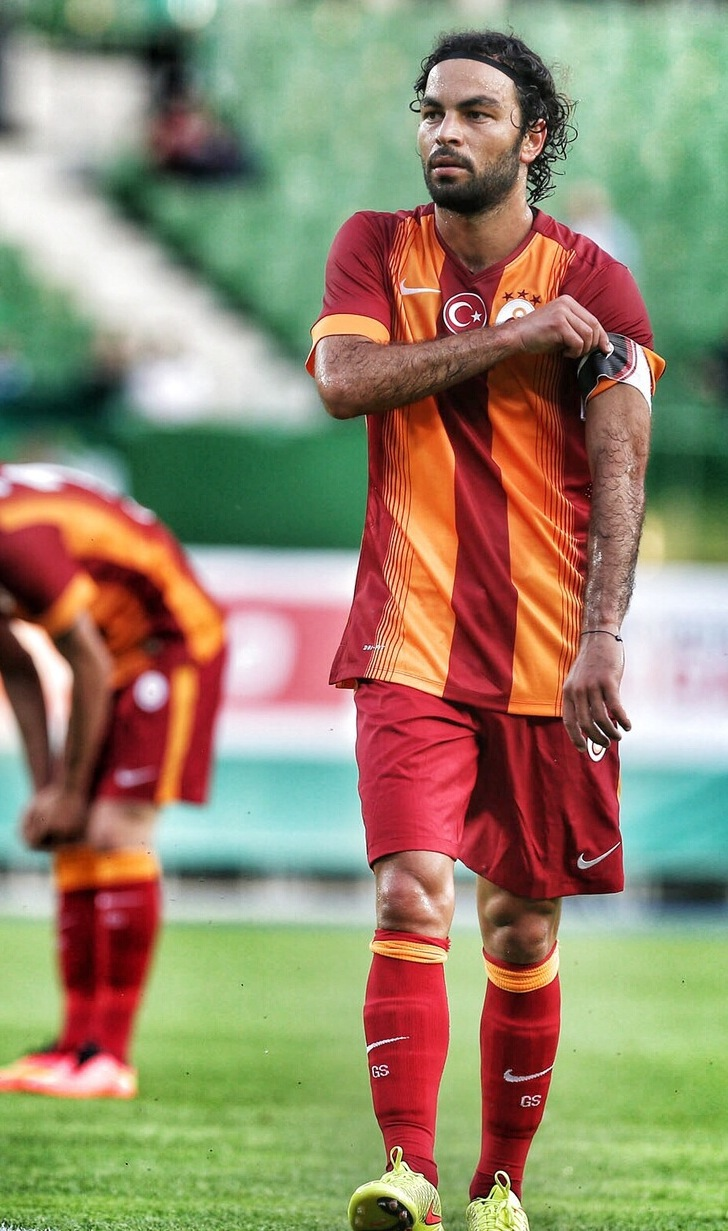
İnan war von 2014 bis 2020 Kapitän von Galatasaray.

| Verein               | Liga                                | Saison          | Liga   | Liga | Nat. Pokal | Nat. Pokal | Europapokal | Europapokal | Andere | Andere | Gesamt | Gesamt |
| Verein               | Liga                                | Saison          | Spiele | Tore | Spiele     | Tore       | Spiele      | Tore        | Spiele | Tore   | Spiele | Tore   |
| -------------------- | ----------------------------------- | --------------- | ------ | ---- | ---------- | ---------- | ----------- | ----------- | ------ | ------ | ------ | ------ |
| Dardanelspor         | Türkiye 2. Futbol Ligi A Kategorisi | 2002/03         | 20     | 2    | 1          | 0          | -           | -           | -      | -      | 21     | 2      |
| Dardanelspor         | Türkiye 2. Futbol Ligi A Kategorisi | 2003/04         | 14     | 0    | -          | -          | -           | -           | -      | -      | 14     | 0      |
| Dardanelspor         | Türkiye 2. Futbol Ligi A Kategorisi | 2004/05         | 27     | 2    | 1          | 0          | -           | -           | -      | -      | 28     | 2      |
| Dardanelspor         | Türkiye 2. Futbol Ligi A Kategorisi | 2005/06         | 15     | 2    | -          | -          | -           | -           | -      | -      | 15     | 2      |
| Gesamt               | Gesamt                              | Gesamt          | 76     | 6    | 2          | 0          | -           | -           | -      | -      | 78     | 6      |
| Manisaspor           | Süper Lig                           | 2005/06         | 13     | 3    | -          | -          | -           | -           | -      | -      | 13     | 3      |
| Manisaspor           | Süper Lig                           | 2006/07         | 32     | 3    | 7          | 0          | -           | -           | -      | -      | 39     | 3      |
| Manisaspor           | Süper Lig                           | 2007/08         | 30     | 5    | 4          | 1          | -           | -           | -      | -      | 34     | 6      |
| Gesamt               | Gesamt                              | Gesamt          | 75     | 11   | 11         | 1          | -           | -           | -      | -      | 86     | 12     |
| Trabzonspor          | Süper Lig                           | 2008/09         | 32     | 3    | 4          | 0          | -           | -           | -      | -      | 36     | 3      |
| Trabzonspor          | Süper Lig                           | 2009/10         | 28     | 2    | 9          | 0          | 2           | 0           | -      | -      | 39     | 2      |
| Trabzonspor          | Süper Lig                           | 2010/11         | 33     | 2    | 2          | 0          | 2           | 0           | 1      | 0      | 38     | 2      |
| Gesamt               | Gesamt                              | Gesamt          | 93     | 7    | 15         | 0          | 4           | 0           | 1      | 0      | 113    | 7      |
| Galatasaray Istanbul | Süper Lig                           | 2011/12         | 39     | 13   | 1          | 0          | -           | -           | -      | -      | 40     | 13     |
| Galatasaray Istanbul | Süper Lig                           | 2012/13         | 31     | 6    | -          | -          | 10          | 0           | 1      | 1      | 42     | 7      |
| Galatasaray Istanbul | Süper Lig                           | 2013/14         | 31     | 5    | 5          | 4          | 8           | 0           | 1      | 0      | 45     | 9      |
| Galatasaray Istanbul | Süper Lig                           | 2014/15         | 32     | 4    | 7          | 3          | 4           | 0           | 1      | 0      | 44     | 7      |
| Galatasaray Istanbul | Süper Lig                           | 2015/16         | 28     | 11   | 7          | 1          | 7           | 2           | 1      | 0      | 43     | 14     |
| Galatasaray Istanbul | Süper Lig                           | 2016/17         | 32     | 6    | 3          | 0          | –           | –           | 1      | 0      | 36     | 6      |
| Galatasaray Istanbul | Süper Lig                           | 2017/18         | 23     | 0    | 8          | 1          | 2           | 0           | -      | -      | 33     | 1      |
| Galatasaray Istanbul | Süper Lig                           | 2018/19         | 22     | 0    | 7          | 1          | 5           | 1           | 1      | 0      | 35     | 2      |
| Galatasaray Istanbul | Süper Lig                           | 2019/20         | 8      | 0    | 2          | 0          | 2           | 0           | 1      | 0      | 13     | 0      |
| Gesamt               | Gesamt                              | Gesamt          | 246    | 45   | 40         | 10         | 37          | 3           | 7      | 1      | 330    | 59     |
| Karriere Gesamt      | Karriere Gesamt                     | Karriere Gesamt | 490    | 69   | 68         | 11         | 41          | 3           | 8      | 1      | 607    | 84     |